# Osztrogozsszk
Osztrogozsszk (oroszul: Острого́жск) város és az oroszországi Voronyezsi terület Osztrogozsszki járásának közigazgatási központja Oroszországban, a Tyihaja Szoszna folyó (a Don mellékfolyója) partján, Voronyezstől, az oblaszty közigazgatási központjától 142 kilométerre délre található. A 2021-es népszámláláskor a lakossága 32 520 fő volt.